# Rue Henri-Poincaré (Nancy)
Pour les articles homonymes, voir Rue Henri-Poincaré.
La rue Henri-Poincaré est une voie de la commune de Nancy, dans le département de Meurthe-et-Moselle, en région Lorraine.

## Situation et accès
La rue Henri-Poincaré est placée au sein de la Ville-neuve et appartient administrativement au quartier Charles III - Centre Ville.

## Origine du nom
La voie doit son nom au mathématicien Henri Poincaré (1854-1912), qui a donné en 1933 son nom au lycée, dont l'entrée principale se situe face à la place Dombasle.

## Bâtiments remarquables et lieux de mémoire
La rue comporte trois monuments classés:
- La Chapelle de la Visitation, intégrée dans les murs du Lycée Henri-Poincaré et classée monument historique par arrêté du 7 mars 1916[1] ;
- La Chambre de commerce et d'industrie de Meurthe-et-Moselle au no 40, construite en 1906, dont de nombreux éléments (élévation, marquise, vestibule, salle du conseil, couloir, bureau) sont inscrits au titre des monuments historiques par les arrêtés du 4 mai 1994 et du 28 février 2013, les vitraux de Jacques Grüber étant classés par arrêté du 5 juillet 1996[2] ;
- La Brasserie Excelsior, à l'architecture de style Art nouveau, inaugurée en 1910 et classée en 1976[3].
- L'immeuble Babcock et Wilcox au no 47, à l'architecture de style Art Déco, construit en 1925 pour la société française des constructions Babcock et Wilcox[4].
- Le magasin Au Duché de Lorraine créé en 1933 par la Confiserie Lefèvre Georges au rez-de-chaussée de l'immeuble Babcock et Wilcox et dont le mobilier néo-lorrain est inscrit à l'inventaire supplémentaire des monuments historiques[5].

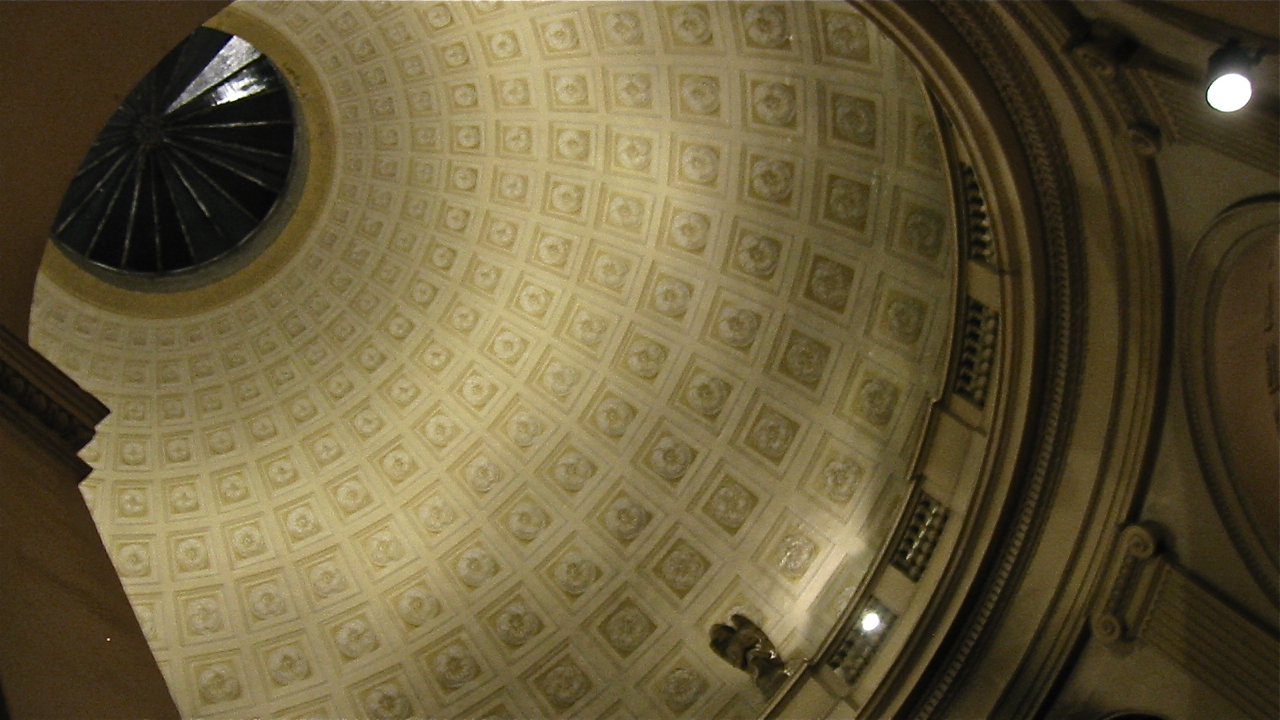
Intérieur de la Chapelle de la Visitation
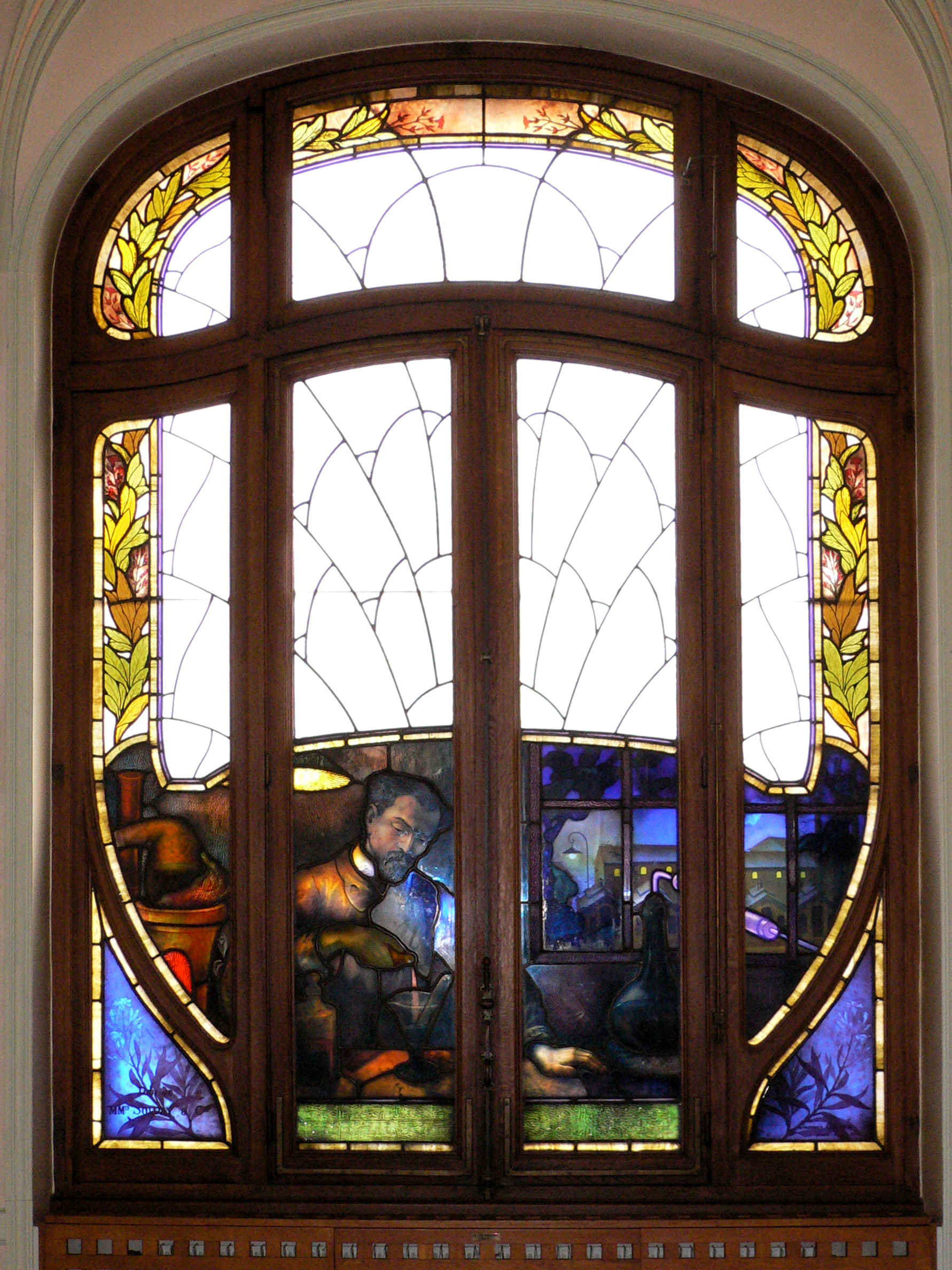
Vitrail de la Chambre de commerce
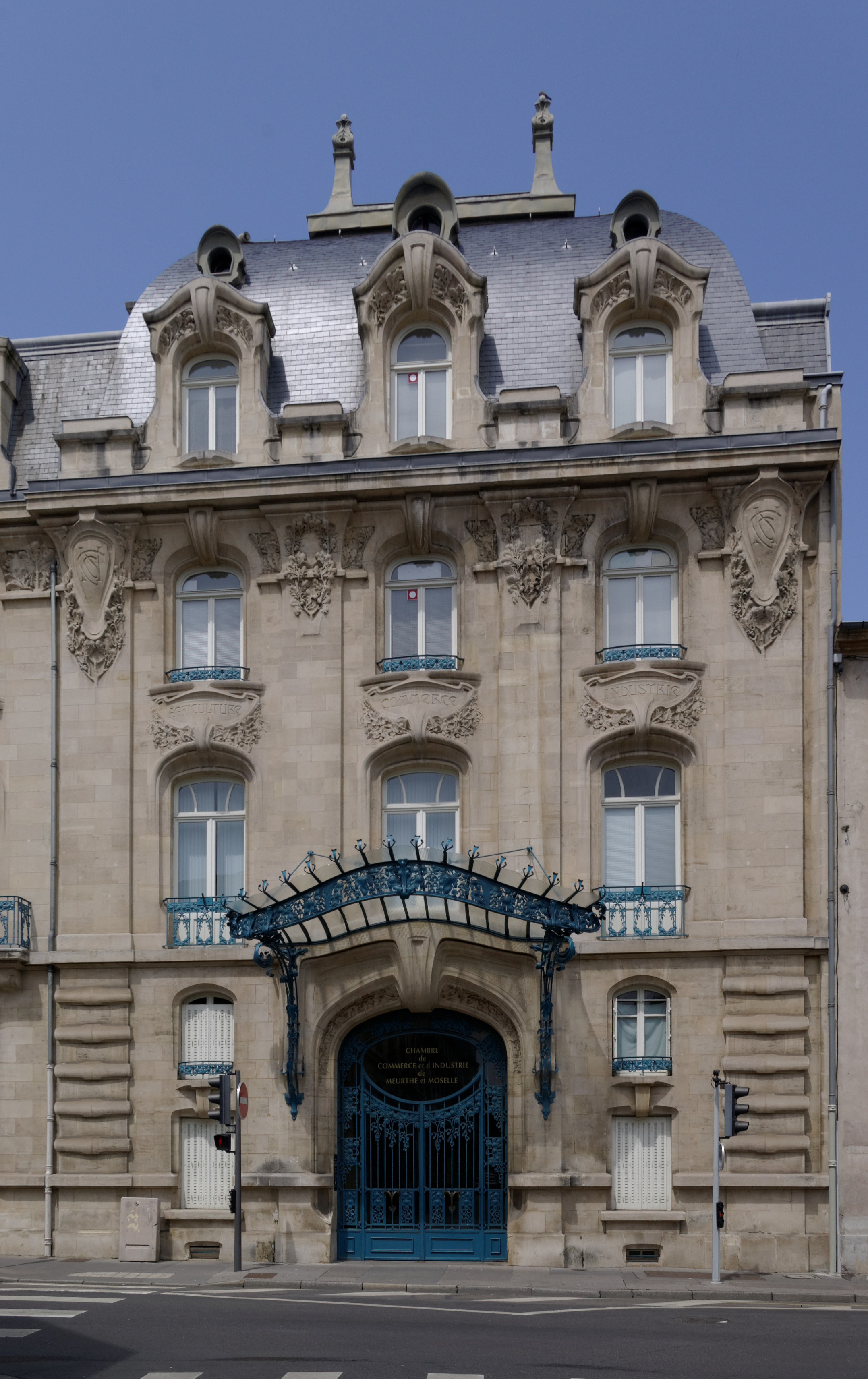
Façade de la Chambre de commerce